# Abdelwahab Berrane
 (décembre 2023).
Abdelwahab Berrane (en arabe : عبد الوهاب بران) est un footballeur algérien né le 23 août 1983 à Oran. Il évoluait au poste d'attaquant.

## Carrière sportive
Il évolue en première division algérienne avec son club formateur, l'ASM Oran, le WA Tlemcen et enfin le CR Belouizdad.